# Planetarium Medellín

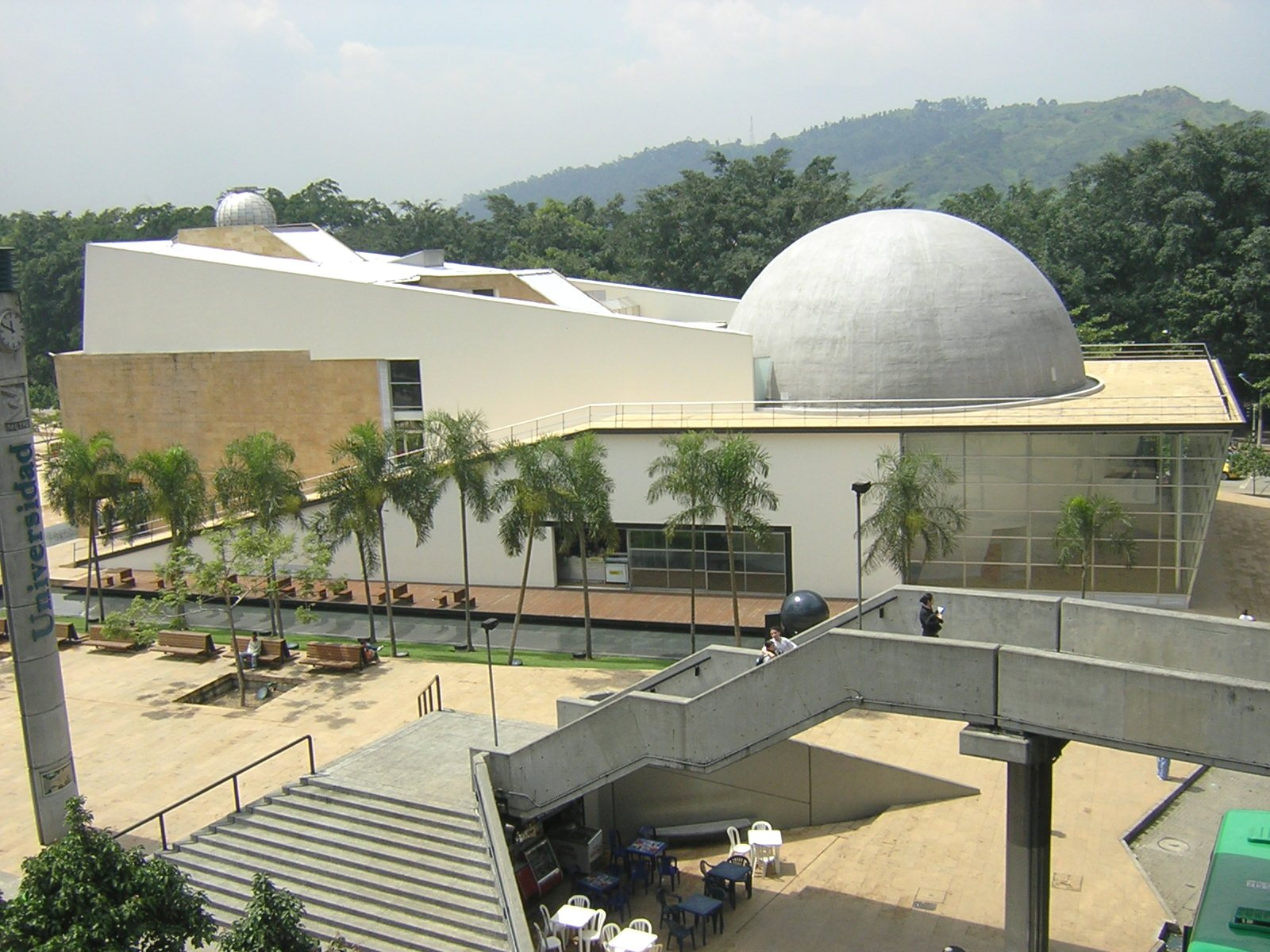
Planetario Municipal Jesús Emilio Ramírez González

Planetarium Medellín (offizieller Name: Planetario Municipal Jesús Emilio Ramírez González) ist ein Planetarium der Stadt Medellín in Kolumbien. 
Das Planetarium wurde durch die Astronomische Gesellschaft „Sociedad Astronómica del Colegio de San José“ konzipiert und durch die beiden Brüder Daniel und Julián González Patiño, die beide als renommierte Wissenschaftler, Astronomen und Botaniker bekannt sind entworfen und nach der Eröffnung am 10. Oktober 1984 geleitet. Das Medellín Planetarium war auch das erste in einer südamerikanischen Stadt, das ein computergesteuertes Planetarium besaß.
Es wurde im Jahr 2006 komplett renoviert und ist heute Bestandteil des größten Naherholungsgebietes in der Nord-Zone von Medellín. In seiner Nähe befindet sich der Nord Park „Parque de los Deseos“, der Parque Explora und mehrere große Einheiten der Universität von Antioquia. Der Zweck ist es, dass das Planetarium ein Raum für die Förderung der wissenschaftlichen und technologischen Kultur der Bürger und die technologische Kreativität fördert. 

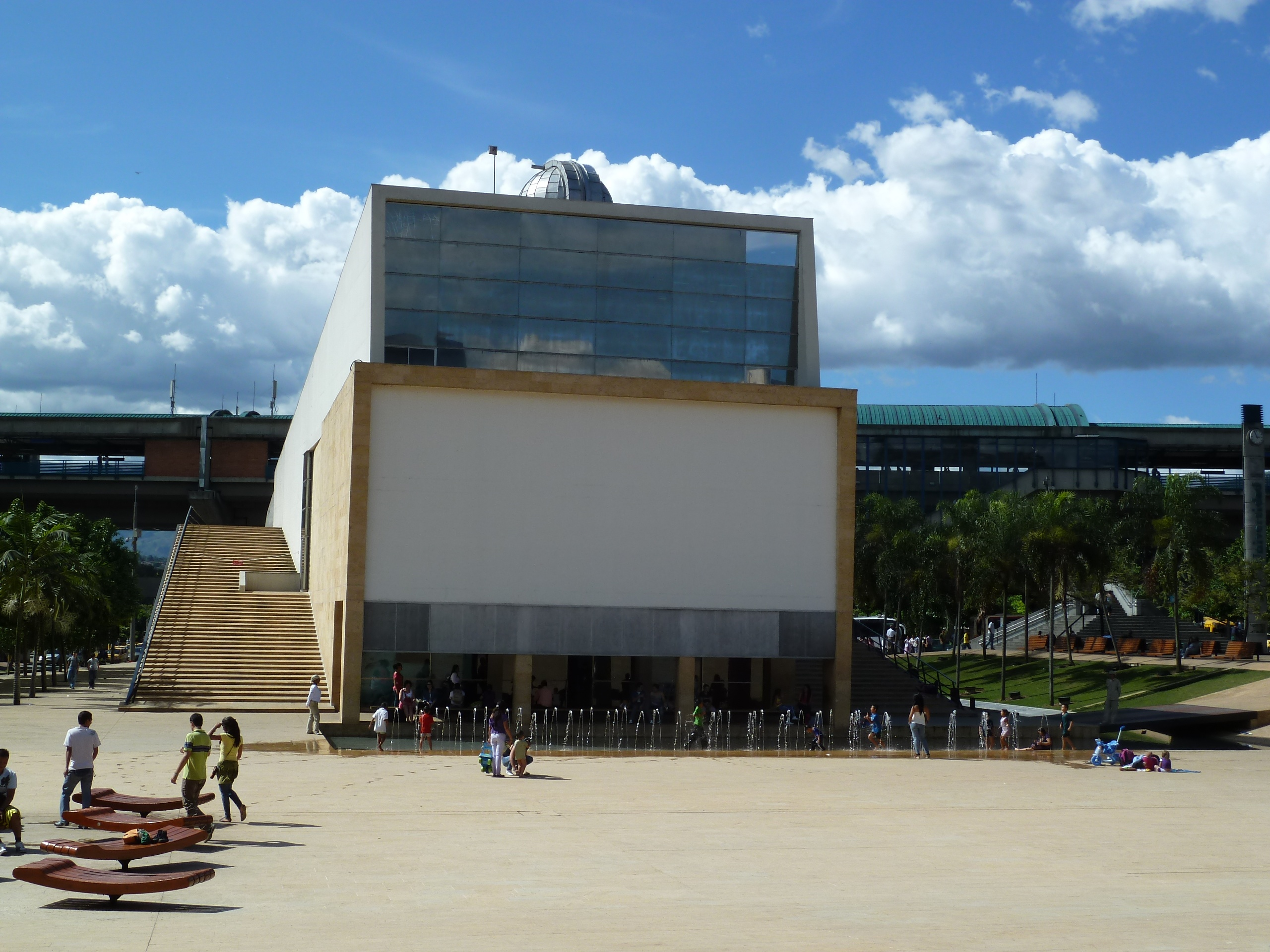
Aufgesetzte Kuppel der Sternwarte, Ansicht vom Parque de los Deseos aus

2011 konnte durch die Unterstützung der Bank Bancolombia die historische Sternwarte wieder renoviert und in das Gebäude des Planetariums integriert werden. Im Gesamtkomplex befindet sich auch eine Bibliothek und ein Museum.

## Namensgeber
Jesús Emilio Ramírez González (1904–1981) wurde in Yolombó, Antioquia geboren. Er war ein Priester, der sich den Geowissenschaften gewidmet hatte, und eines seiner wichtigsten Hobbys war die Astronomie. Ramírez González war Mitglied der Akademie der Wissenschaften von St. Louis, Missouri  und 1944 Mitbegründer der Akademie der Wissenschaften in Kolumbien. Er war 1956 bis 1960 stellvertretender Vorsitzender des „Comité de Sismología del Instituto Panamericano de Geofísica e Historia“. Posthum wurde das Planetarium nach ihm benannt.